# Warning (EP)
Pour les articles homonymes, voir Warning.
Albums de Sunmi
Full Moon
(2014)
Singles
1. Gashina
Sortie : 22 août 2017
2. Heroine
Sortie : 18 janvier 2018
3. Siren
Sortie : 4 septembre 2018

Warning est le second EP de la chanteuse sud-coréenne Sunmi. Il est paru le 4 septembre 2018,.

## Contexte et sortie
Le 22 août 2017, Sunmi publie son troisième single "Gashina", devenant sa première sortie depuis la séparation de Wonder Girls et de l’expiration de son contrat avec JYP Entertainment,. Le titre a été un succès commercial  et a atteint le top du Gaon Digital Chart, vendant plus d’1 100 000 téléchargements numériques en décembre 2017,. Son quatrième single "Heroine" est sorti le 18 janvier 2018 et atteint la deuxième place du Gaon Digital Chart. Il a été produit par The Black Label, c’est sa seconde collaboration avec le sous-label de YG Entertainment après "Gashina".
Le 11 juillet, il est annoncé que Sunmi travaille sur son nouvel album. Son agence MAKEUS Entertainment affirme qu’elle prépare une sortie pour septembre. Le clip vidéo du titre principal Siren est paru le 4 septembre, ainsi que le mini-album,. Il a atteint la première place du Gaon Digital Chart.

## Liste des pistes
| 1.    | Addict                   | Sunmi                      | Sunmi, Frants       | Frants        | 1:52 |
| 2.    | Siren                    | Sunmi                      | Sunmi, Frants       | Frants        | 3:19 |
| 3.    | Curve                    | Sunmi                      | Kriz, TOMOKA IDA    | TOMOKA IDA    | 3:37 |
| 4.    | Black Pearl              | Sunmi                      | Sunmi, Frants       | Frants        | 3:19 |
| 5.    | Gashina (가시나)         | Teddy, Sunmi, Joe Rhee, 24 | Teddy, 24, Joe Rhee | 24, Joe Rhee  | 3:00 |
| 6.    | Heroine (주인공)         | Teddy, Sunmi               | Teddy, 24           | 24            | 3:15 |
| 7.    | Secret Tape (비밀테이프) | Sunmi                      | Sunmi, Frants       | Sunmi, Frants | 1:32 |
| 19:59 |                          |                            |                     |               |      |

## Classements
| Classement (2018)   | Meilleures positions |
| ------------------- | -------------------- |
| Corée du Sud (Gaon) | 9                    |

### Ventes
| Classement          | Ventes        |
| ------------------- | ------------- |
| Corée du Sud (Gaon) | plus de 8 455 |